# .mx
.mxは国別コードトップレベルドメイン（ccTLD）の一つで、メキシコに割り当てられている。新しい登録機関がNIC Méxicoとなり、近年再開した。

## セカンドレベルドメイン
- .com.mx - 商業組織（制限なし）
- .net.mx - ネットワーク（制限あり）
- .org.mx - 非営利組織（制限あり）
- .edu.mx - 教育組織（制限あり）
- .gob.mx - 政府組織（制限あり / スペイン語の「Gobierno」に基づくため、つづりは「gob」で正しい）